# Aphra flavicosta
Aphra flavicosta är en fjärilsart som beskrevs av Herrich-Schäffer 1855. Aphra flavicosta ingår i släktet Aphra och familjen björnspinnare. Inga underarter finns listade i Catalogue of Life.